# Lago Sul
| Região Administrativa de Lago Sul            |                                                                                               |
|                                              |                                                                                               |
| \| \| \| \|                                  |                                                                                               |
| Região Administrativa XVI                    |                                                                                               |
| Fundação: 30 de agosto de 1960 (64 anos)     |                                                                                               |
| Lei de criação: 643 de 10 de janeiro de 1994 |                                                                                               |
| Mapa de Lago Sul                             |                                                                                               |
| Limites:                                     | Santa Maria, Park Way, Candangolândia, Plano Piloto, Paranoá, Jardim Botânico e São Sebastião |
| Distância de Brasília:                       | 8 km                                                                                          |
| Administrador(a):                            | Rubens Santoro Neto                                                                           |
| Área                                         |                                                                                               |
| - Total                                      | 183.39 km²                                                                                    |
| População                                    |                                                                                               |
| - Total                                      | 30.175 habitantes '                                                                           |
| IDH                                          | 0,955 muito alto SEPLAN/2000                                                                  |
| Site governamental                           | www.lagosul.df.gov.br                                                                         |
|                                              |                                                                                               |
|                                              |                                                                                               |

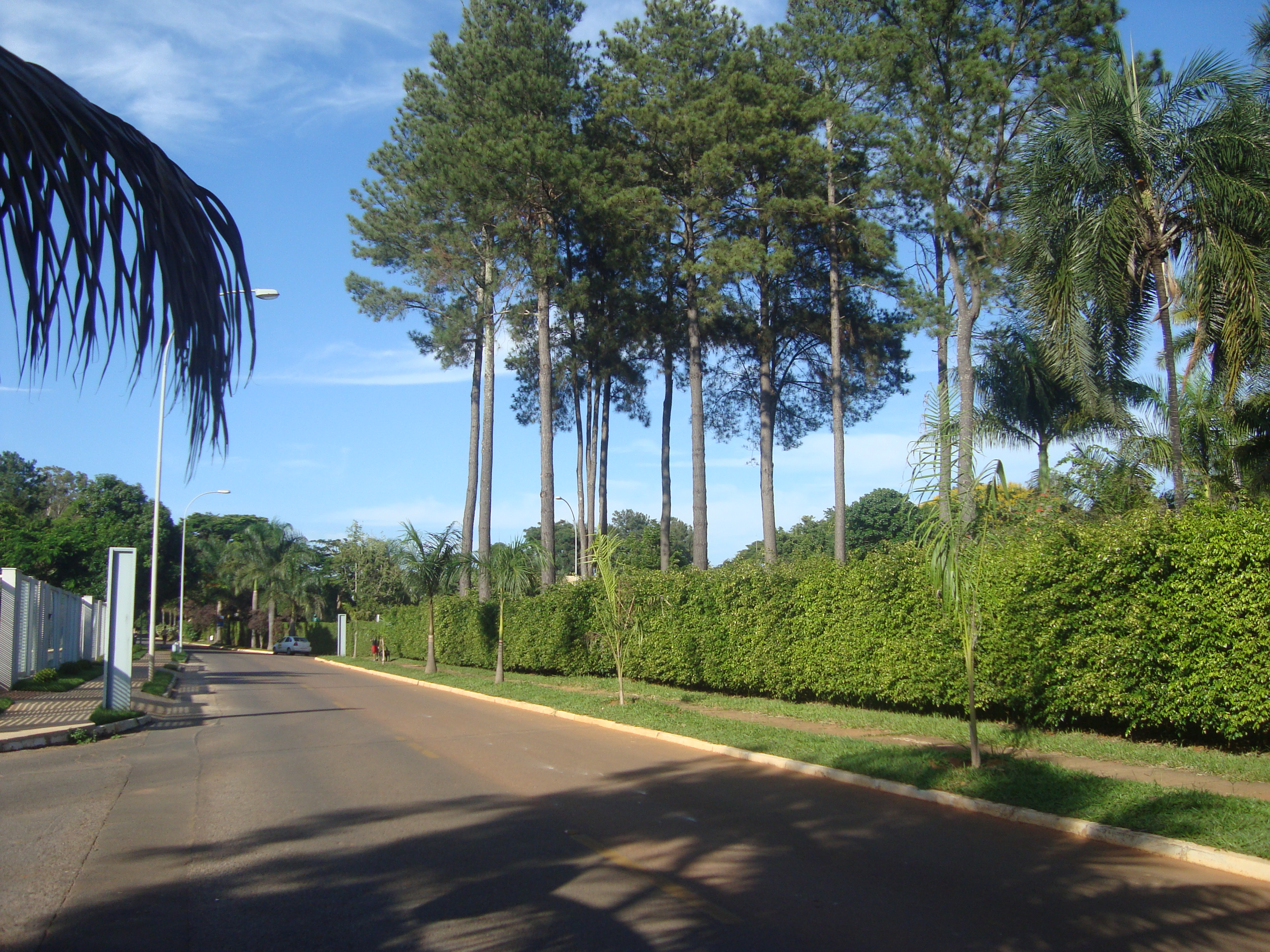
Uma das vias de Lago Sul

Lago Sul é uma região administrativa do Distrito Federal brasileiro. Comporta uma parte da classe alta brasiliense, juntamente com o Lago Norte. A região administrativa é berço da rede de fast food Giraffas, como também abriga o importante Aeroporto de Brasília.
Lago Sul foi fundada em 30 de agosto de 1960, recebendo a condição de região administrativa, conforme a Lei 643, de 10 de janeiro de 1994. O Lago Sul é dividido em Quadras de Lago (QL) e Quadras Internas (QI). Cada Quadra é composta de varias ruas numeradas sequencialmente, identificadas como Conjuntos. O endereço QI 26, Conjunto 2, então, indica a segunda rua da vigésima sexta Quadra Interna, a partir do aeroporto no sentido da barragem do Paranoá. Existem também vários condomínios fechados. A maioria destes foram construídos recentemente e se encontram do lado oposto da encosta vista do Lago Paranoá.
Não existem prédios habitacionais no Lago Sul. Todos os residentes moram em casas individuais restritas a três ou menos andares. Apesar de ser predominantemente residencial, o Lago Sul abriga centros de comércio pequenos, escolas públicas e privadas, clínicas e alguns pontos turísticos, a exemplo da Ermida de Dom Bosco.
Possui uma das maiores rendas per capita do Distrito Federal juntamente com o Lago Norte. Juntos Lago Sul e norte possuem uma das maiores concentrações de piscinas residenciais por habitante do mundo.[carece de fontes?]
Conectado à Asa Sul e Asa Norte por três pontes, o Lago Sul destaca-se quando visto da área central de Brasília, como uma pequena cidade nas encostas das colinas além do Lago Paranoá.
Uma de suas três pontes, a Ponte Juscelino Kubitschek, é um dos cartões-postais de Brasília.